# Roman (chanson)
Pour les articles homonymes, voir Roman.
Singles de Miliyah Katō
Believe
(2011) Aiaiai
(2012)
Roman est le 22e single de Miliyah Katō, sorti sous le label Mastersix Foundation le 14 décembre 2011 au Japon. Il sort en format CD et CD+DVD+Photobook. Il arrive 19e à l'Oricon. Il se vend à 5 443 exemplaires la première semaine et reste classé 4 semaines.
Baby tell me a été utilisé comme thème musical pour l'émission Gout Temps Nouveau. Roman se trouve sur l'album True Lovers.

## Liste des titres
Toutes les chansons sont écrites et composées par Miliyah Katō.
| 1. | Roman                             | Yuichiro Goto                      | 4:36 |
| 2. | Baby tell me                      | Kenji Tamai, Shunsuke Tsuri        | 3:38 |
| 3. | Rainbow -T.O.M. Remix-            | Tomokazu "T.O.M" Matsuzawa (Remix) | 5:49 |
| 4. | Rainbow - Midnight Romance Remix- | Mitsuki Shiokawa (Remix)           | 4:29 |

| 1. | Roman (vidéo-clip)        |  |
| 2. | Roman -Behind the Scenes- |  |